# Kirkstall Road Viaduct
Das Kirkstall Road Viaduct ist eine zweigleisige Eisenbahnbrücke im Stadtgebiet von Leeds in Nordengland. Das etwa 440 Meter lange Viadukt aus Sandstein quert unter anderem die namensgebende Straße Kirkstall Road und den River Aire. Es liegt etwa zwei Kilometer westlich vom Stadtzentrum und vom Bahnhof Leeds entfernt. Errichtet wurde es 1845 bis 1849 von der Leeds and Thirsk Railway, die 1854 in der North Eastern Railway aufging. Im Zuge der Neuordnung des Eisenbahnwesens ging diese Eisenbahngesellschaft 1923 in der London and North Eastern Railway auf, die 1948 Teil von British Railways wurde. Das Kirkstall-Road-Viadukt ist heute Teil der Harrogate Line zwischen Leeds und York, auf der Regionalzüge von Northern Trains und Fernverkehrszüge der London North Eastern Railway (LNER) verkehren. Im Jahr 1975 wurde das Bauwerk mit der Aufnahme in die Statutory List of Buildings of Special Architectural or Historic Interest unter Denkmalschutz gestellt.

## Geschichte

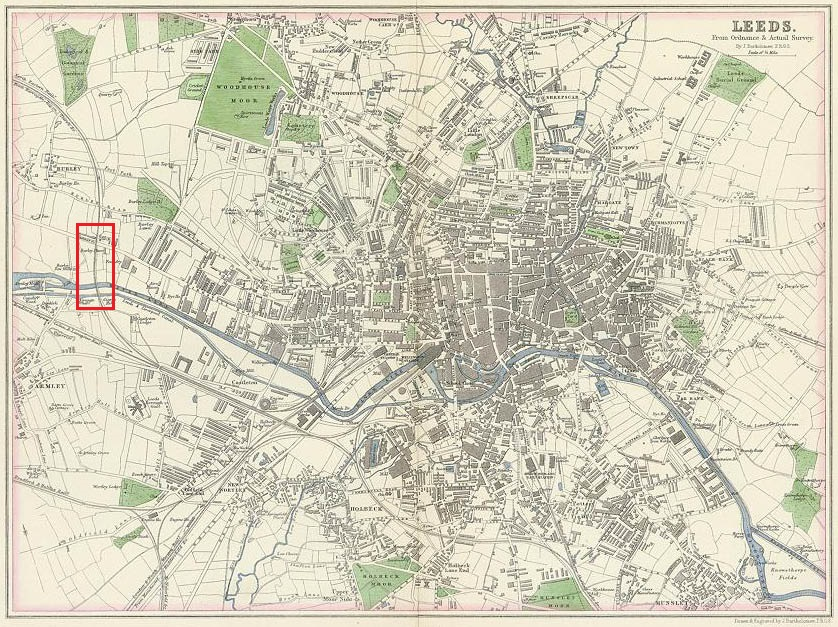
Stadtplan von Leeds von 1866, im Westen die Strecke der Leeds and Thirsk Railway mit dem Viadukt

Die Leeds and Thirsk Railway baute 1845–1849 eine Eisenbahnstrecke von Leeds Richtung Nordosten über Harrogate nach Thirsk, die bis 1852 nach Stockton-on-Tees verlängert wurde. Die größte Herausforderung war der Streckenverlauf über die östlichen Ausläufer der Pennines zwischen Leeds und Harrogate. Unter der Leitung des Chefingenieurs Thomas Grainger (1794–1852) entstanden unter anderem in Leeds das Kirkstall Road Viaduct, oberhalb von Horsforth der 3,4 Kilometer lange Bramhope Tunnel, auf den etwa zwei Kilometer weiter nördlich das Arthington Viaduct folgte sowie etwa drei Kilometer vor Harrogate das kleinere Crimple Low Viaduct.
Das Kirkstall Road Viaduct wurde in etwa zwei Kilometer Entfernung vom heutigen Bahnhof Leeds errichtet, kurz hinter dem Anschluss an die Strecke nach Dewsbury von der London and North Western Railway. Mit dem Viadukt wurden auf dem ersten Streckenabschnitt der Leeds and Thirsk Railway von Süd nach Nord der Leeds and Liverpool Canal, der River Aire und die namensgebende Straße Kirkstall Road in bis zu 16 Meter Höhe überquert. Die Bauarbeiten starteten auf der gesamten Strecke Ende 1845 und dauerten bis Mitte 1849. Das Viadukt konnte am 29. März und die Gesamtstrecke bis Thirsk schließlich am 10. Juli 1849 eröffnet werden. Zwischen dem Kanal und dem River Aire unterquert die Viaduct Road das Eisenbahnviadukt auf einem eigenen niedrigeren Viadukt ähnlicher Bauart, das vermutlich in den 1880er-Jahren entstand.
Die Leeds and Thirsk Railway benannte sich 1851 vor der Fertigstellung der Streckenverlängerung nach Stockton-on-Tees in Leeds Northern Railway um. Thomas Grainger baute auf der Strecke bis 1852 mit dem Yarm Viaduct ein weiteres großes Eisenbahnviadukt, das mit 690 Meter Länge deutlich größer war als seine vorherigen Bauwerke. Zwei Jahre später fusionierte die Leeds Northern Railway 1854 mit drei weiteren Gesellschaften zur North Eastern Railway. Im Zuge der Neuordnung des Eisenbahnwesens im Vereinigten Königreich ging die Gesellschaft 1923 in der London and North Eastern Railway auf, die 1948 Teil der staatlichen Eisenbahngesellschaft British Railways wurde, die wiederum bis zur Privatisierung in den 1990er Jahren bestand. Die ehemalige Strecke der Leeds Northern Railway existiert heute nur noch bis Harrogate und das Arthington-Viadukt ist Teil der Harrogate Line zwischen Leeds und York, auf der Regionalzüge von Northern Trains und Fernverkehrszüge der London North Eastern Railway (LNER) verkehren.

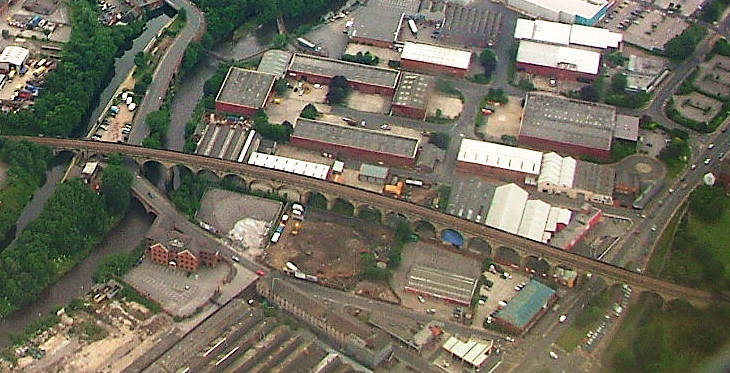
Luftbild des Kirkstall Road Viaduct, Blick nach Westen, rechts die Kirkstall Road, links der River Aire und der Leeds and Liverpool Canal
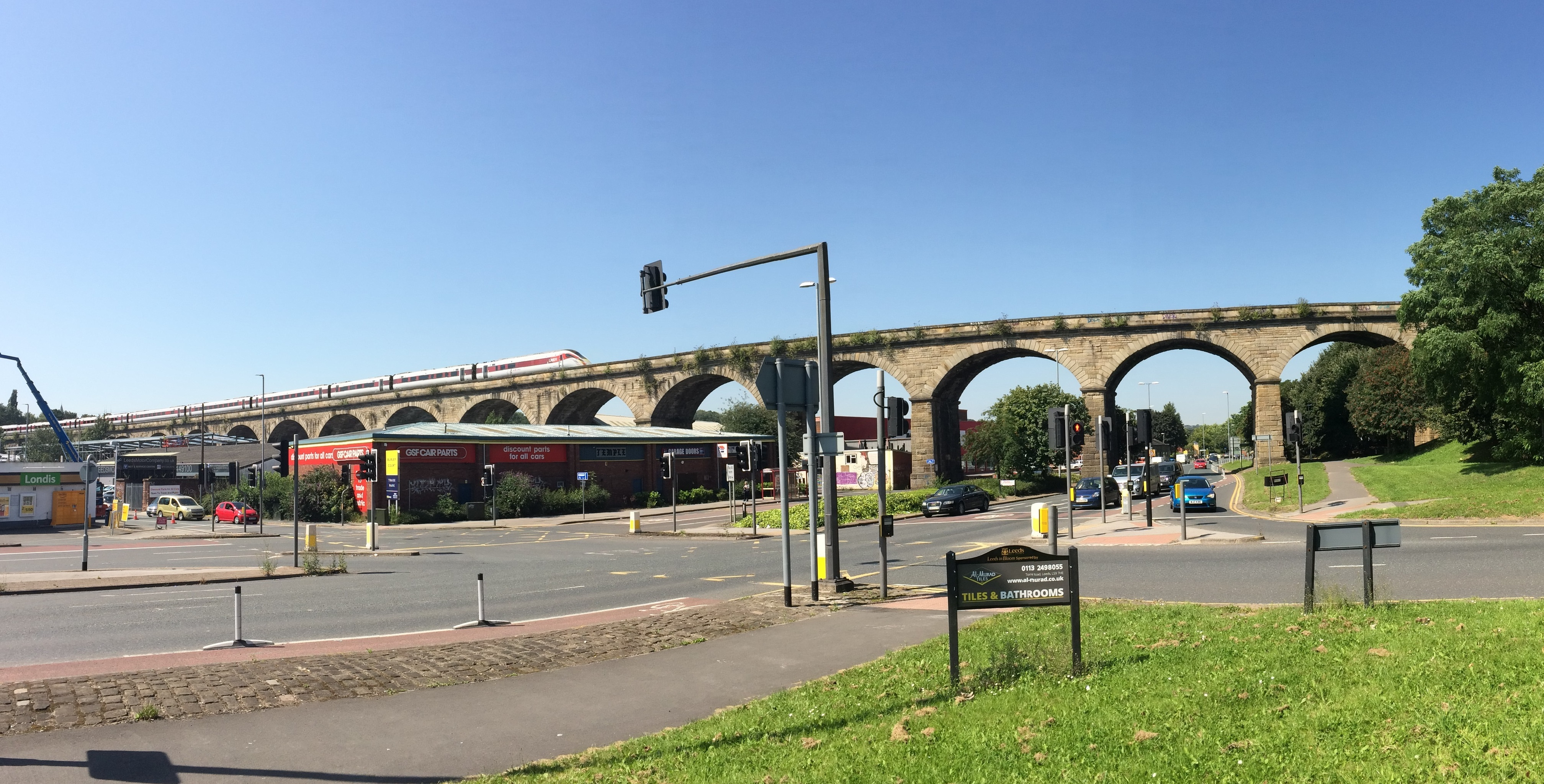
Nordseite des Viaduktes über die Kirkstall Road mit einem Azuma-Fernverkehrszug der London North Eastern Railway

Im Jahr 1975 wurde das Viadukt als Bauwerk von nationaler Bedeutung in die amtlichen Denkmallisten des Vereinigten Königreichs aufgenommen (Grade II, Nr. 1375058).

## Beschreibung
Das Kirkstall Road Viaduct erstreckt sich über etwa 440 m von Süd nach Nord und beschreibt dabei eine leichte Rechtskurve nach Nordost. Die Bogenbrücke aus Sandsteinblöcken ist aus einem elliptischen Bogen und 22 Segmentbögen aufgebaut. Der elliptische Bogen auf der Nordseite überspannt den Leeds and Liverpool Canal und hat eine Spannweite von 12,6 m bei einer Pfeilhöhe von 3,0 m. Die folgenden 22 Segmentbögen haben alle eine Spannweite von 14,6 m mit 4,6 m Pfeilhöhe. Von Nord nach Süd überspannen zwei den schmalen Landstreifen zwischen dem Kanal und dem River Aire, wobei unter dem zweiten die Viaduct Road verläuft. Zwei weitere überspannen dann den Fluss, gefolgt von 14 Bögen über ein Gewerbegebiet. Die vier letzten überbrücken dann die Kirkstall Road und die angrenzende Grünfläche zum nördlichen Widerlager hin. Das Viadukt erreicht eine maximale Höhe von 16,5 m. Architektonisch ist das Viadukt ähnlich dem Arthington Viaduct. Die Pfeiler sind aus außen rustizierten Sandsteinblöcken aufgebaut und haben am Übergang zu den Bögen ein vorspringendes vollständig umlaufendes Gurtgesims. Das gleiche Element wurde am Übergang der geschlossenen Spandrillen zu den beidseitig über das gesamte Viadukt verlaufenden Brüstungen gewählt.

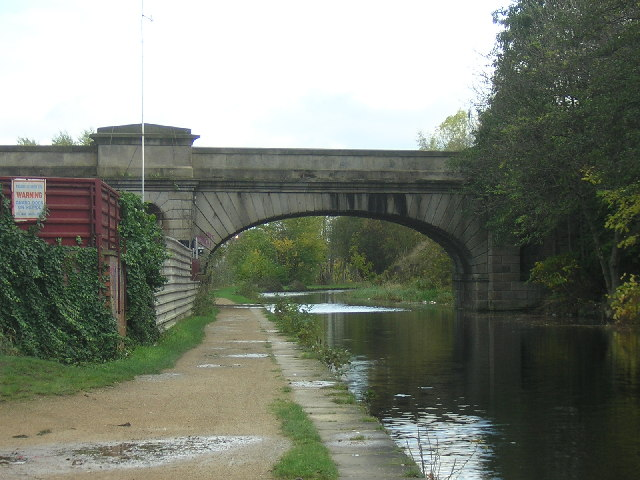
Der südlichste Bogen über den Leeds and Liverpool Canal
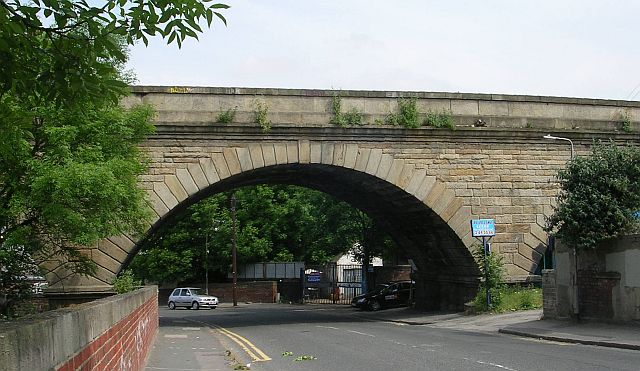
Bogen über die Viaduct Road auf dem Straßen-Viadukt
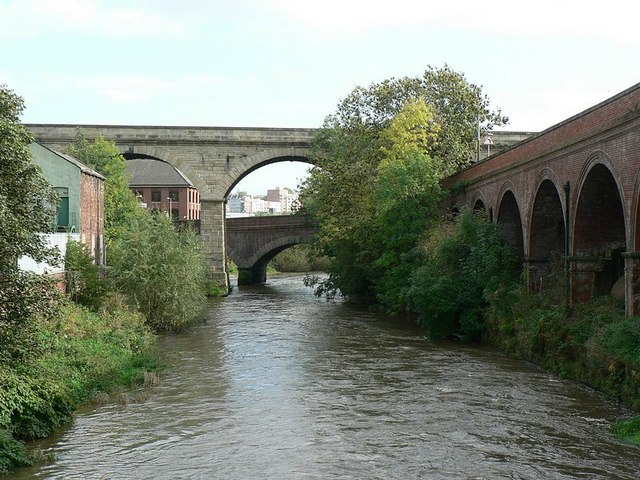
Bögen über den River Aire, rechts das Straßen-Viadukt
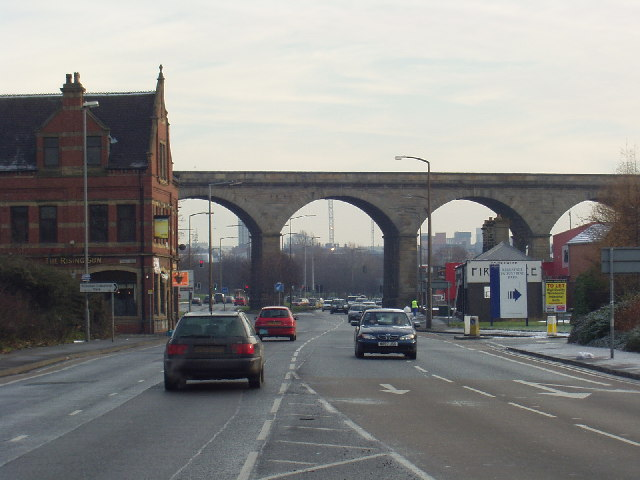
Bögen der Nordseite über die Kirkstall Road